# Route départementale 901 (Haute-Vienne)
Pour les articles homonymes, voir Route départementale 901.
La route départementale RD 901 abrégée en D901 est une route départementale de la Haute-Vienne, qui relie Rochechouart à la limite de la Corrèze. Il s'agit de l'ancienne RN 701.
Elle traverse la Haute-Vienne d'ouest en sud-est.
Elle continue sous le même nom jusqu'à Brive.

## Communes traversées
Rochechouart • Oradour-sur-Vayres • Châlus • Bussière-Galant • Ladignac-le-Long • le Chalard • Saint-Yrieix-la-Perche •le Chalard • Coussac-Bonneval •